# Patrick Staudacher
Patrick Staudacher nació el 29 de abril de 1980 en Vipiteno (Italia), es un esquiador que ha ganado 1 Campeonato del Mundo de Esquí Alpino y tiene 1 pódium en la Copa del Mundo de Esquí Alpino.

## Resultados

### Juegos Olímpicos de Invierno
- 2002 en Salt Lake City, Estados Unidos
  - Combinada: 7.º
  - Super Gigante: 18.º
- 2006 en Turín, Italia
  - Descenso: 9.º
  - Super Gigante: 17.º
- 2010 en Vancouver, Canadá
  - Super Gigante: 7.º
  - Descenso: 35.º

### Campeonatos Mundiales
- 2007 en Åre, Suecia
  - Super Gigante: 1.º
  - Combinada: 18.º
  - Descenso: 32.º
- 2009 en Val d'Isère, Francia
  - Super Gigante: 17.º
  - Combinada: 18.º

### Copa del Mundo

#### Clasificación general Copa del Mundo
- 2001-2002: 135.º
- 2002-2003: 143.º
- 2003-2004: 105.º
- 2004-2005: 74.º
- 2005-2006: 65.º
- 2006-2007: 36.º
- 2007-2008: 38.º
- 2008-2009: 66.º
- 2009-2010: 36.º
- 2010-2011: 111.º

#### Clasificación por disciplinas (Top-10)
- 2009-2010:
  - Super Gigante: 10.º